# Линдси, Александр, 4-й граф Кроуфорд
Александр Линдси (англ. Alexander Lindsay; умер в 1453) — шотландский аристократ, 13-й барон Кроуфорд и 4-й граф Кроуфорд с 1446 года. Потерпел поражение в войне с королём Яковом II, но добился помилования.

## Биография
Александр Линдси принадлежал к знатному англо-шотландскому роду, известному с XI века и владевшему баронией Кроуфорд на юге Ланаркшира. Он родился в семье Дэвида Линдси, 3-го графа Кроуфорда, и его жены Марджори Огилви. Ещё при жизни отца Александр стал юстициарием бенедиктинского аббатства Арброт. Позже монахи отказались от его услуг и назначили юстициарием Александра Огилви, но Линдси занял Арброт силой (1446 год). Клан Огилви двинулся на аббатство войной. Когда два войска стояли у Арброта, между двумя боевыми линиями появился старый граф Кроуфорд. Один из Огилви решил, что это начало атаки, и метнул в графа копьё, убив его на месте. Началось сражение, в котором Линдси победили. После этих событий Александр унаследовал семейные владения и титулы.
В том же году граф стал шерифом Абердина, а в 1451 году занял пост стража границ. Он заключил союз с Уильямом Дугласом, 8-м графом Дугласом, и Джоном Макдональдом, лордом Островов. Король Яков II, найдя этот союз опасным, лично убил Дугласа в Стерлингком замке 21 февраля 1452 года. Началась открытая война. Кроуфорд во главе войска преградил в Бречине путь графу Хантли, шедшему на юг на соединение с королём, но в сражении был разбит из-за предательства вассала. Он укрылся в замке Финхейвен и какое-то время продолжал борьбу, игнорируя решение суда о конфискации всего имущества. В 1453 году граф всё же явился к королю, босой и с непокрытой головой, и добился помилования благодаря заступничеству архиепископа Сент-Эндрюса и графа Хантли. Спустя всего полгода он умер от лихорадки.
Граф был женат на Марджори Данбар, дочери сэра Дэвида Данбара. В этом браке родились:
- Элизабет, жена Джона Драммонда, 1-го лорда Драммонда[2];
- Джанет (приблизительно 1427—1483), жена сэра Джона Дишингтона[4];
- Дэвид (1440—1495), 5-й граф Кроуфорд и 1-й герцог Монтроз[5];
- Александр (умер в 1517), 7-й граф Кроуфорд[6][7].